# Вальтер Куш
Вальтер Куш (нім. Walter Kusch, 31 травня 1954) — німецький плавець.
Учасник Олімпійських Ігор 1972 року, бронзовий медаліст 1976 року.